# Administratura apostolska Atyrau
Administratura apostolska Atyrau (łac. Apostolica Administratio Atirauensis; kaz. Атырау қаласының апостолдық басқармасы; ros. Апостольская администратура Атырау) – administratura apostolska dla katolików obrządku łacińskiego metropolii Astany w Kazachstanie, utworzona 7 lipca 1999 przez Jana Pawła II. Obejmuje terytorium zachodniego Kazachstanu (736 612 km²), które zamieszkuje przeszło 2,5 mln ludzi. Liczbę katolików szacuje się na około 2 633.

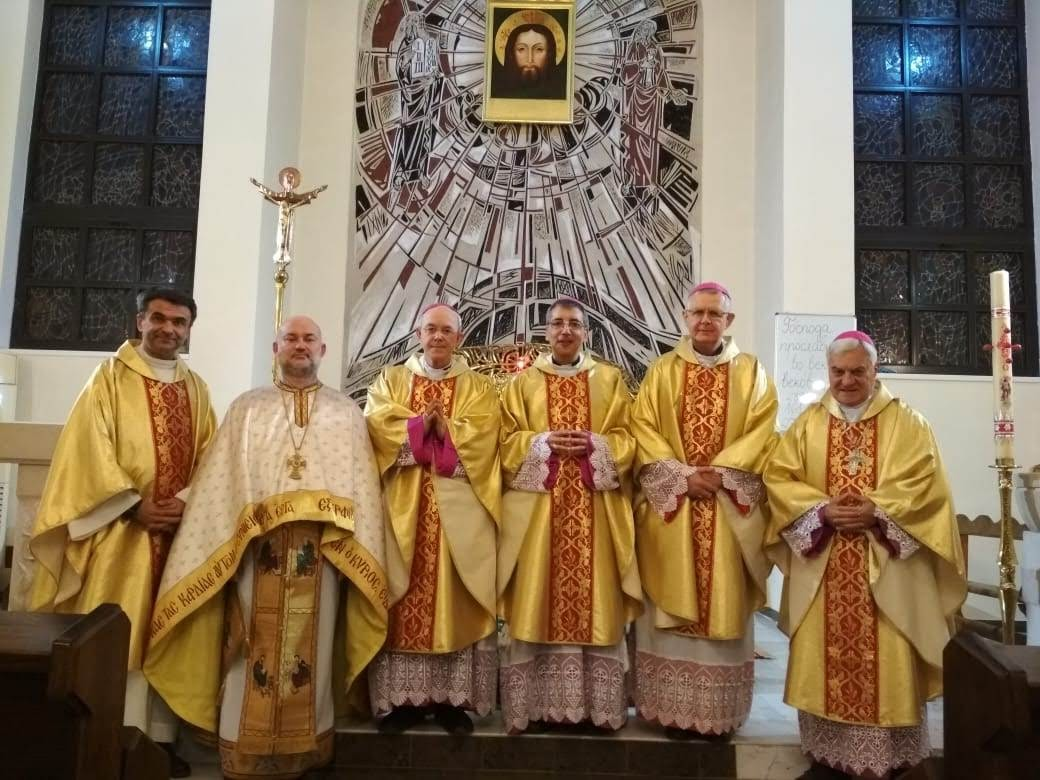
Konferencja Episkopatu Kazachstanu podczas obchodów 20-lecia istnienia Administratury Apostolskiej Atyrau 13 listopada 2019. Od lewej: ks. Dariusz Buras; ks. Vasyl Hovera; bp Athanasius Schneider; bp José Luís Mumbiela Sierra; abp Tomasz Peta; bp Adelio Dell’Oro.

## Historia

### Struktury kościelne
W Kazachstanie struktury kościelne mogły rozwinąć się dopiero po upadku komunizmu. 13 kwietnia 1991 została utworzona Administratura Apostolska dla Kazachstanu i Środkowej Azji.

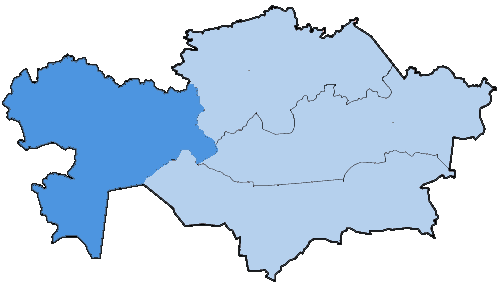
Administratura apostolska Atyrau na tle całego Kazachstanu.

7 lipca 1999 dekretem Kongregacji ds. Ewangelizacji Narodów Kazachstan został podzielony na cztery jednostki kościelne: diecezję w Karagandzie i trzy administratury apostolskie: w Astanie, Ałmaty i Atyrau.
Kolejna reorganizacja struktur katolickich diecezji w Kazachstanie z 17 maja 2003 doprowadziła do powstania archidiecezji Najświętszej Marii Panny w Astanie, której podlegają: diecezja Karagandy, diecezja Świętej Trójcy w Ałmaty, oraz właśnie administratura apostolska w Atyrau.
W 1978 na terenie zachodniego Kazachstanu istniała do 1999 tylko jedna parafia – w Aktjubińsku oraz oddalony od niej o 100 km dom modlitwy w Chromtau. Pracował tu jeden ksiądz. W 1999 powstała parafia w Atyrau, następnie w 2003 została założona parafia w Uralsku. W 2004 zarejestrowano parafie w Chromtau i Kulsarach, zaś parafię w Aktau w 2007. Dnia 19 marca 2021 została utworzona przez Petera Sakmára parafia w Aksaj.

### Administratorzy
Pierwszym Administratorem apostolskim dla Zachodniego Kazachstanu nad Morzem Kaspijskim 7 lipca 1999, papież Jan Paweł II mianował ks. Janusza Kaletę, który objął swój urząd w Aktobe 17 października 1999. 15 września 2006 został mianowany biskupem przez Benedykta XVI. Ten sam papież 5 lutego 2011 mianował go ordynariuszem diecezji Karagandy, jednocześnie pozostawiając go tymczasowo na stanowisku administratora Atyrau.
7 grudnia 2012 na stanowisku administratora apostolskiego Atyrau zastąpił go ks. Adelio Dell’Oro – jednocześnie mianowany biskupem tytularnym Castulo. Jednak 31 stycznia 2015, po dwóch latach pracy w administraturze, został mianowany biskupem diecezjalnym diecezji Karaganda.
16 maja 2015 papież Franciszek mianował ks. Dariusza Burasa – administratorem apostolskim, który pełnił tę funkcję do 8 grudnia 2020.
8 grudnia 2020 papież Franciszek mianował ks. Petera Sakmára administratorem apostolskim sede vacante et ad nutum Sanctae Sedis Atyrau.

### Duszpasterstwo

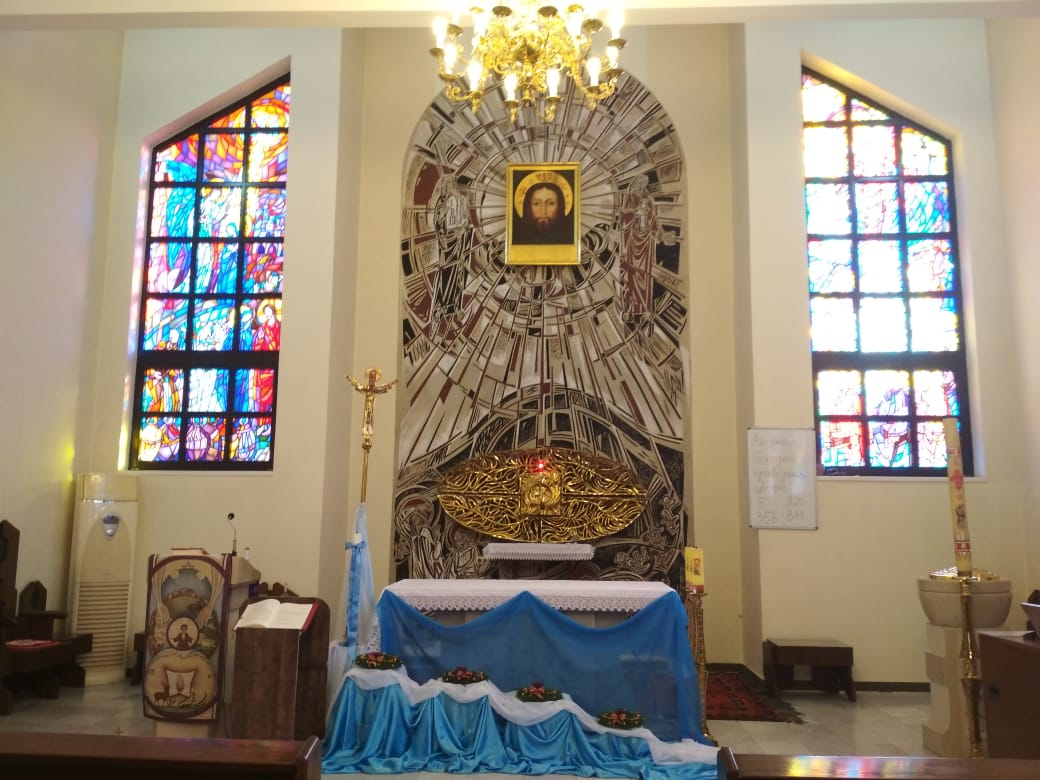
Kościół parafialny Przemienienia Pańskiego w Atyrau – siedziba administratury (widok prezbiterium)

Obecnie w 2024 na terytorium Administratury posługę duszpasterską sprawuje 11 księży: sześciu Polaków w tym: trzech z diecezji tarnowskiej, dwóch z archidiecezji warszawskiej, i po jednym z archidiecezji lubelskiej oraz archidiecezji białostockiej. Ponadto dwóch Słowaków; Filipińczyk; Białorusin, który przyjął święcenia w archidiecezji warszawskiej (po formacji w seminarium Redemptoris Mater).
29 czerwca 2020 w Opolu został wyświęcony diakon stały Jerzy Demski, który w październiku 2020 został inkardynowany do administratury apostolskiej Atyrau.
Obecnie posługuje tu 2 siostry zakonne – elżbietanki (Atyrau).
Specyficzną rolę w działalności poszczególnych parafii pełnią należący do neokatechumenatu. W Aktau od 2007 roku posługują świeckie wolontariuszki, a w Aktobe świeckie rodziny misyjne z Hiszpanii, Włoch i Polska wraz z dziećmi. Także w czasie wakacyjnym przybywają wolontariusze świeccy (Atyrau, Chromtau, Uralsk), m.in. z Diakonii Misyjnej Ruchu Światło Życie, czy młodzież stowarzyszona z ojcami salwatorianami, a także klerycy z Polski.
Oprócz sprawowania liturgii i przygotowywania do sakramentów poszczególne parafie podejmują różnego rodzaju inicjatywy duszpasterskie i charytatywne, m.in. katechezy neokatechumenalne, kursy językowe, chóry i zespoły muzyczne, prowadzenie ośrodka Caritas.
Od 19 października 2018 w Atyrau pracuje wolontariuszka ze Słowacji – Eva Krajčovičová, która jest odpowiedzialna za Caritas w administraturze. 7 lipca 2022 do Atyrau przybyła ze Słowacji – Eva Lesnická, która od 20 sierpnia 2022 do 21 grudnia 2023 posługiwała w Parafii Miłosierdzia Bożego w Kulsarach.
Ponadto w ostatniej historii w AAA pracowali także: 
od 23 października 2019 do 1 grudnia 2022 w Kulsarach zakonnik z Towarzystwa Chrystusowego dla Polonii Zagranicznej (chrystusowiec);
od 13 września 2021 do 18 sierpnia 2023 w Atyrau, pochodząca z Polski, misjonarka Oktawia Galbierska;
od września 2018 do 1 września 2023, a w ostatnim czasie w Aksaj posługiwał filipiński zakonnik ze wspólnoty Kanoników Regularnych Pana Jezusa;
od 20 września 2018 do 5 września 2023 w Chromtau posługiwały siostry ze Wspólnoty Sióstr Uczennic Krzyża.

## Parafie
- Aktobe – Parafia Dobrego Pasterza (od 21.10.1993)
- Uralsk – Parafia Najświętszej Maryi Panny Nieustającej Pomocy (od 25.03.2003)
- Atyrau – Parafia Przemienienia Pańskiego (od 06.08.2003)
- Kulsary – Parafia Miłosierdzia Bożego (od 02.02.2004)
- Chromtau – Parafia Świętej Rodziny (od 04.02.2004)
- Aktau – Parafia Najświętszego Serca Pana Jezusa (od 10.01.2007)
- Aksaj – Parafia Świętego Józefa (od 19.03.2021)

## Zgromadzenia zakonne

### Żeńskie
- Elżbietanki (Zgromadzenie Sióstr św. Elżbiety) (od 22 sierpnia 2008)[18][19][20][21][22] – Atyrau.